# Wally Hardinge
Harold Thomas William Hardinge (25 février 1886 - 8 mai 1965), connu sous le nom de Wally Hardinge, était un sportif professionnel anglais qui a joué à la fois au cricket et au football d'association, représentant les couleurs de l'Angleterre. Sa carrière de cricket professionnel a duré de 1902 à 1933, au cours de laquelle il a joué au cricket de première classe pour le Kent County Cricket Club et a fait une apparition en match test pour l'Angleterre. Il a été décrit comme étant « pendant des années… l'un des meilleurs batteurs d'ouverture en Angleterre ».
Hardinge a pratiqué le football au plus haut niveau national entre 1905 et 1921 pour Newcastle United, Sheffield United et Arsenal et a également fait une seule apparition internationale pour l'Angleterre dans ce sport. Hardinge a brièvement managé Tottenham Hotspur après avoir pris sa retraite en tant que sportif.

## Début de la vie
Hardinge est né en 1886 à Greenwich dans le Kent. Il était le fils de William et Ellen Hardinge, son père étant marin.
La carrière de First-class cricket de Hardinge  a duré 32 ans, à partir de l'âge de 16 ans, Hardinge a marqué 33 519 courses et fait 75 siècles. Il a été entraîné par le capitaine William McCanlis à la pépinière de Tonbridge dans le Kent dès l'âge de 13 ans et a fait ses débuts pour le comté en août 1902 contre le Lancashire à Tonbridge à l'âge de 16 ans,,,. Il était le plus jeune joueur à faire ses débuts en première classe pour le Kent jusqu'en 2006 et est toujours le deuxième plus jeune débutant pour le comté,. Il est devenu un habitué de l'équipe en 1907 lorsqu'il a été sélectionné par le comté,. Il a joué dans les quatre équipes gagnantes du championnat du comté de Kent entre 1906 et 1913 et a été nommé l'un des cinq joueurs de cricket de l'année de Wisden en 1915,.
Hardinge était considéré comme un « batteur d'ouverture fiable »  qui est devenu « l'un des piliers des onze du Kent » en 1911. Il a réussi 1 000 points pour une saison 18 fois et a marqué plus de 2 000 points à cinq reprises, sa meilleure saison étant 1928 quand, à 42 ans, il a marqué 2 446 points avec une moyenne d'un peu moins de 60 points par manche,. Il a marqué des siècles en quatre manches consécutives en 1913 et quatre fois a marqué des siècles dans les deux manches d'un match. En 1921, il devient seulement le troisième joueur de cricket, après CB Fry et Warwick Armstrong, à marquer un double-siècle et un siècle dans le même match.
Sa seule apparition dans le test de cricket est survenue contre l' équipe australienne d' Armstrong en tournée en 1921 à Headingley dans un match où Jack Hobbs a dû se retirer le jour de l'ouverture en raison d'une appendicite . Hardinge a marqué 25 et 5 et n'a pas été sélectionné à nouveau, bien qu'il ait joué deux fois dans des matchs de guerre pour une équipe anglaise contre les Dominions en 1918,. Son employeur lui a refusé un congé pour une tournée en Australie en 1928-1929 et n'avait pas pu faire de tournée avec l'Angleterre alors qu'il jouait au football professionnel,.
En 2017, son total de points le place au 46e rang de la liste de tous les temps des points marqués en cricket de première classe. Il est le deuxième meilleur marqueur de Kent après son contemporain Frank Woolley et deuxième, également derrière Woolley, dans la liste des apparitions de tous les temps du comté avec 606,, y compris une série de 101 apparitions consécutives au championnat du comté entre 1924 et 1928. Son total de courses de 1928 est le troisième le plus élevé de l'histoire du Kent et son score le plus élevé de 263 pas reste le neuvième le plus élevé de l'histoire de première classe du comté.
Au début de sa carrière, Hardinge était considéré comme un lanceur plus prometteur que batteur. Il a lancé des spinners lents du bras gauche assez bien pour prendre 371 guichets de carrière dans un côté du Kent qui comprenait de grands quilleurs tels que Colin Blythe et Tich Freeman ainsi que Woolley et Bill Fairservice . Il a pris six guichets pour neuf courses sur un terrain de tournage au Nevill Ground à Tunbridge Wells en 1929 et a eu un meilleur retour en carrière de 7/64 contre le Marylebone Cricket Club à Lord's en 1932. Il a été décrit par Wisden comme l'un des « plus beaux champs extérieurs du monde ».
En plus de jouer pour Kent, Hardinge a joué dans six matchs Gentlemen v Players, marquant 127 à The Oval en 1921 pour les Players,. Il a fait des apparitions de première classe pour un certain nombre d'autres équipes, y compris la Royal Air Force, et a fait sa dernière apparition de première classe pour le Kent en 1933 à l'âge de 47 ans,.

## Carrière de footballeur
En tant que footballeur, Hardinge jouait au poste d'Inter pendant l'intersaison de cricket. Il a joué pour les clubs amateurs Eltham, Tonbridge et Maidstone United dans le Kent avant de signer pour Newcastle United en 1905. Après deux ans et demi là-bas, principalement en réserve, il signe à Sheffield United en 1907 pour un montant de 350 £. Sa carrière décolle, Hardinge dispute 152 matchs en six saisons, marquant 46 buts,, et s'affirmant comme l'un des attaquants intérieurs les plus techniques. Alors qu'il était à Bramall Lane, il remporta une sélection d'Angleterre en 1910 contre l'Écosse à Hampden Park lors du championnat britannique à domicile de 1909-1910,,, .
À l'été 1913, Hardinge est retourné dans le sud, signant pour Woolwich Arsenal (qui venait d'emménager dans leur nouveau terrain de Highbury et abandonnerait le "Woolwich" de leur nom un an plus tard), et y a joué de chaque côté de la Première Guerre mondiale. Il a fait 70 apparitions en temps de guerre pour l'équipe alors qu'il était mécanicien pendant la guerre et a joué pour une équipe anglaise contre l'Écosse lors d'un match international de la RAF en 1919. Il a pris sa retraite en tant que footballeur professionnel en 1921, après avoir joué 55 fois et marqué 14 buts pour la première équipe des Gunners.

## Service militaire
Hardinge a servi comme agent spécial et dans la Royal Navy et la Royal Air Force en tant que mécanicien pendant la Première Guerre mondiale. Il a rejoint la Royal Naval Armored Car Division en 1915 avant d'être transféré au Royal Naval Air Service en tant que mécanicien aérien à Crystal Palace et Blandford, avant d'être promu premier maître en 1915. En 1918, le RNAS a fusionné avec le Royal Flying Corps et Hardinge a de nouveau été transféré à la Royal Air Force nouvellement formée avec le grade de sergent-major, d'abord au quartier général de la brigade des cadets à Hastings, puis à l'école d'armement. Il a été transféré à la réserve de la RAF en janvier 1919 et a été démobilisé en 1920,.

## Après la retraite
Tout en jouant au cricket, Hardinge a travaillé pour John Wisden & Co, bien que son emploi avec la société ait pris fin lorsqu'il a terminé sa carrière de cricket en 1934, et pour le Cement Marketing Board,. Pendant une courte période, il a entraîné le Leicestershire . Il était un instructeur FA pour Kent Secondary Schoolboys, quittant le poste en 1935,. Il a été entraîneur de l'équipe réserve de Tottenham Hotspur dans les années 1930 et pendant une courte période, il est devenu gérant par intérim de la première équipe en 1935 après le départ de Percy Smith .
Hardinge est décédé à Cambridge en 1965 à l'âge de 79 ans des suites d'une longue maladie,,.